# 原之辻遗迹
原之辻遗迹（はるのつじいせき）是位于长崎县壹岐市芦边町深江榮触、深江鶴龜触、石田町石田西触的遗址。被指定为国家特別史跡，土文物被指定为国家重要文化財。

## 概要
遗址位于壹岐島东部、幡鉾川下游，是一处弥生时代前期至古坟时代初期的大规模環濠集落遗址。被认为是《魏志倭人传》中出现的“一支国”的国都。遗址的总面积达到了100公顷，相当庞大。

## 发掘调查
遗址发掘始于1923年（大正12年）至1926年（大正15年），是当地的石田尋常高等小学校教师松本友雄进行的小规模发掘。他在这段时间内发掘了弥生土器和石器类。

### 战后的发掘调查
第二次世界大战后的1951年（昭和26年）至1961年（昭和36年）的十年间，由九学会联合和东亚考古学会进行了四次的发掘调查，发掘出居住遗址和墓地，出土大量的货泉和铁器等。

### 平成时期的大规模发掘调查
此后，以长崎县教育厅原之辻遗迹调查事务所为中心，调查工作持续进行至今。1993年（平成5年）的大规模调查中，在原之辻遗迹的中心位置发现了一个周围设有三重濠沟的大规模环壕集落和祭祀建筑遗址。另外，在环壕的西北外部，还发掘出了日本最古老的码头遗址。
環濠集落东西约350米，南北约750米，面积约为24公顷。在东侧，可以想象出出现在《魏志倭人传》中的卑狗和卑奴母離等官员的住宅和办公地点。濠沟的北面、东面和东南面发现了墓地。
根据发掘调查结果，原之辻遗迹可能是一支国的国都。
另外，从弥生时代中期的竪穴建物遗址中，发现了炭化的稻和麦。岛上的河流低地上有大片的水田，进行水稻农耕。相比对马，这里的水稻农耕更为普遍。岛上也有贝塚遗址，猎物如鹿、野豬，家畜如马的骨头和鱼骨等也被发掘出来。
在石器中，有石斧、单刃石斧、石刀，也一部分是铁器。但到了后期，石器几乎消失，手斧、镰刀、刀子等铁器变得丰富。其中有一些是可以假定为铁器原材料的板状物，用来制作出各种铁器。壹岐岛的铁器被认为是通过船运输过来的。

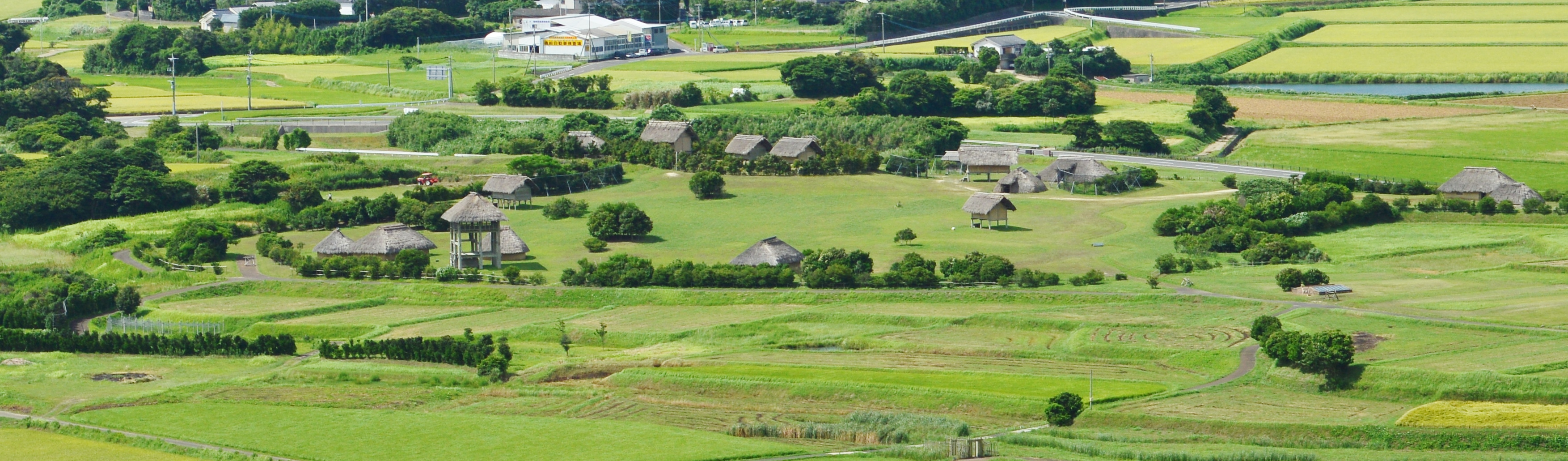
遠景
（从壹岐市立一支国博物館眺望）

### 遗址保护
遗址1997年（平成9年）指定为国家史迹，2000年（平成12年）11月24日进一步指定为特別史迹。虽然计划将遗址转变为历史公园，但是遗址全体的公有化进程还在进行中，而已经进行过发掘的区域则被填回。然而，作为“原之辻一支国王都复原公园”，这个区域正在进行重新整修。出土的文物原本被收藏在位于壹岐市芦边町深江鶴龜触的“壹岐·原之辻展示馆”，但是该馆在2009年8月31日关闭。现在，这些文物被重新收藏在新建的壹岐市立一支国博物館中，该博物馆于2010年3月14日开馆，位于遗址的北边。此外，原之辻导览中展示了发掘的历史和调查过程，还设置了体验活动，如制作勾玉等，还可以观看壹岐神乐表演。

## 图册

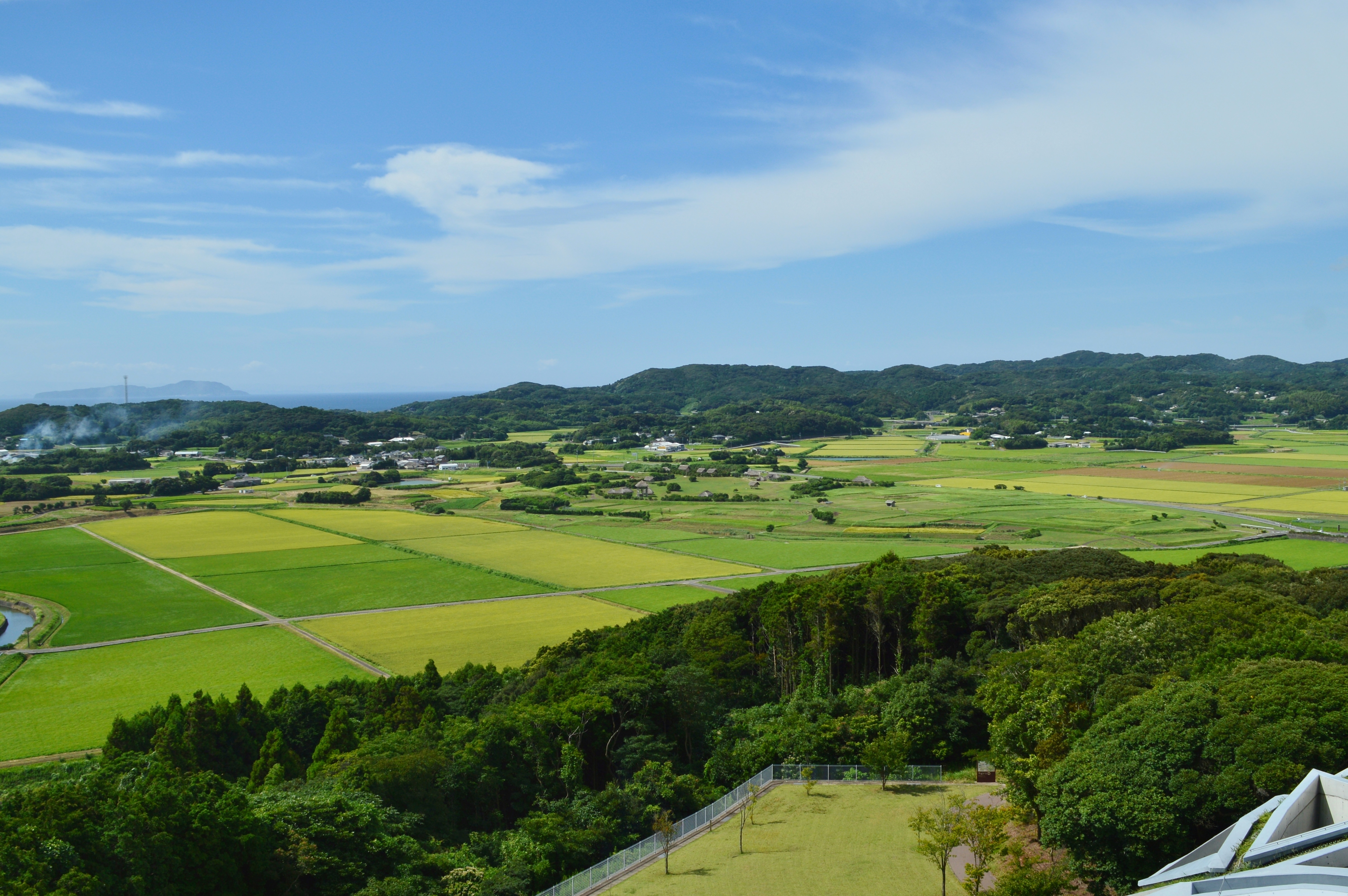
原之辻遗迹（中央部）所在的深江田原平野
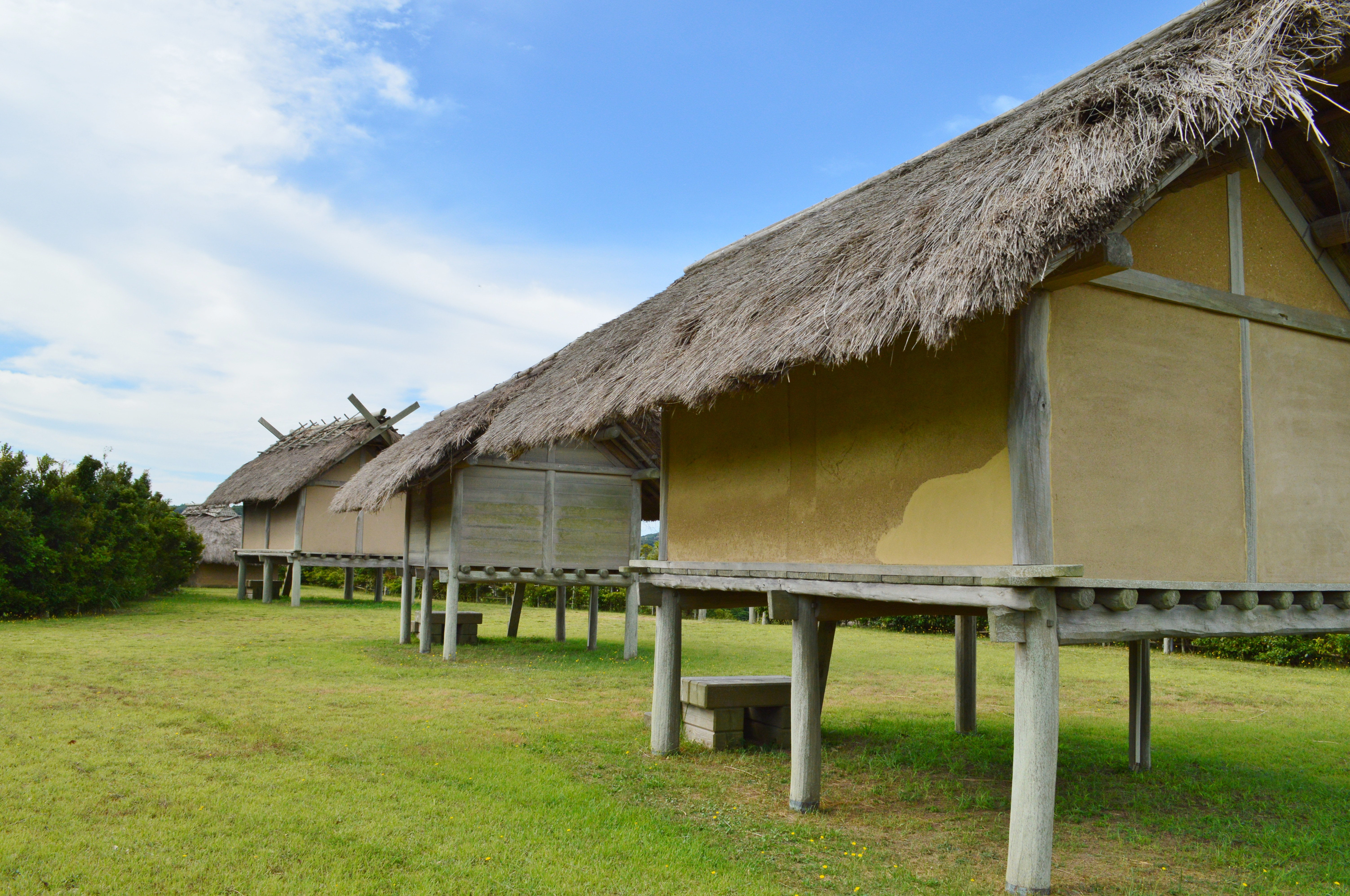
祭儀建物群
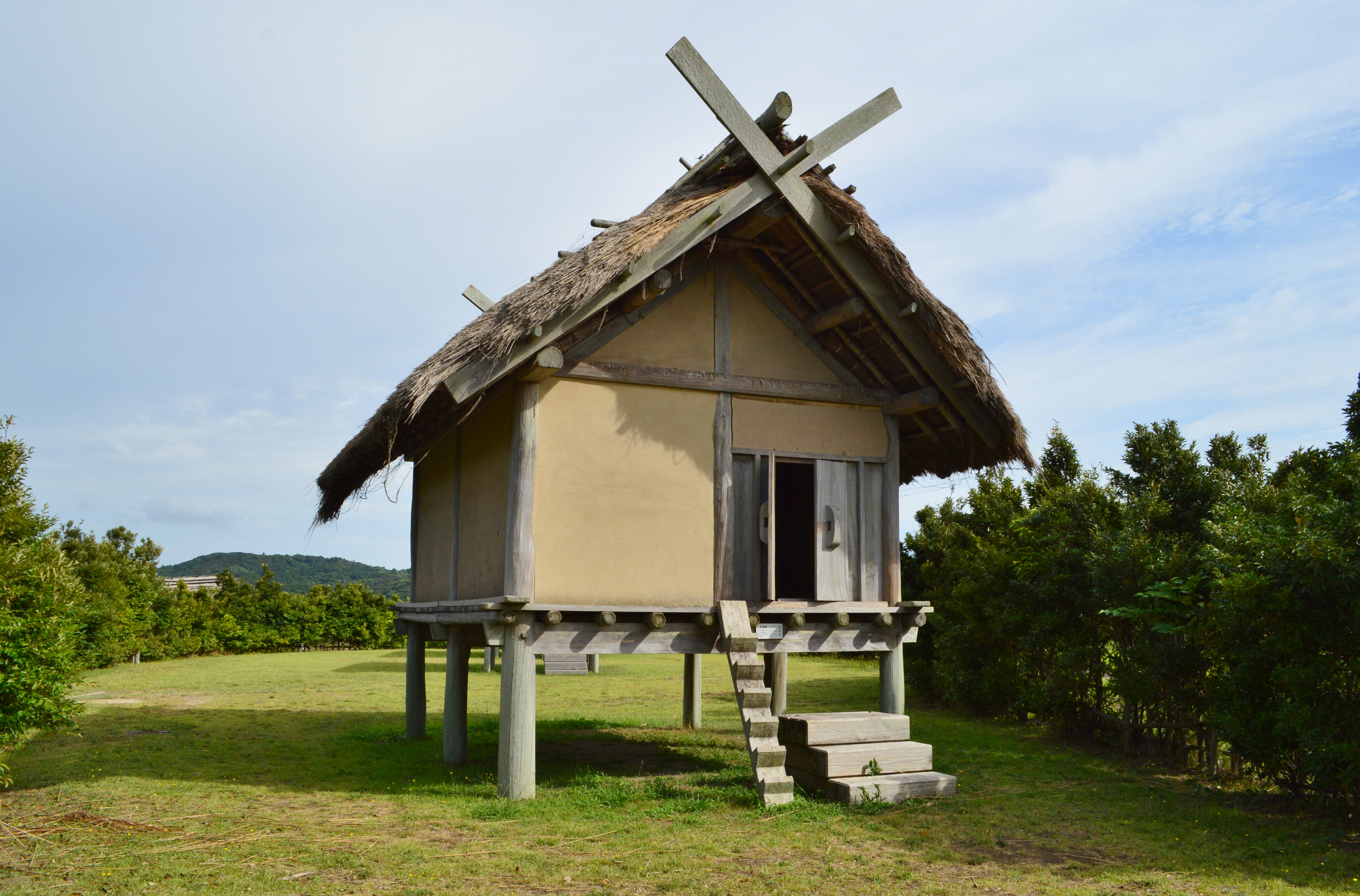
主祭殿
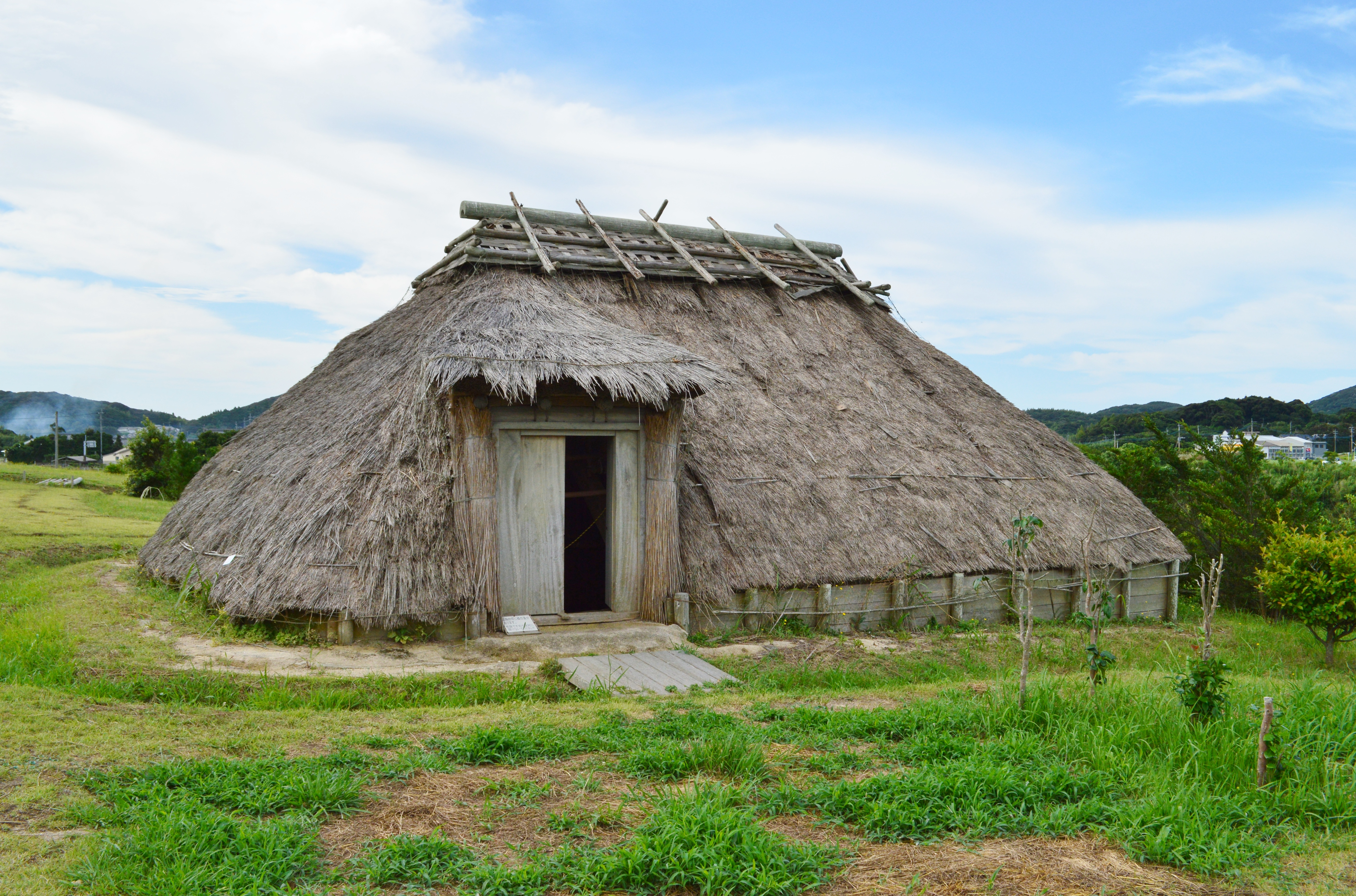
王居館
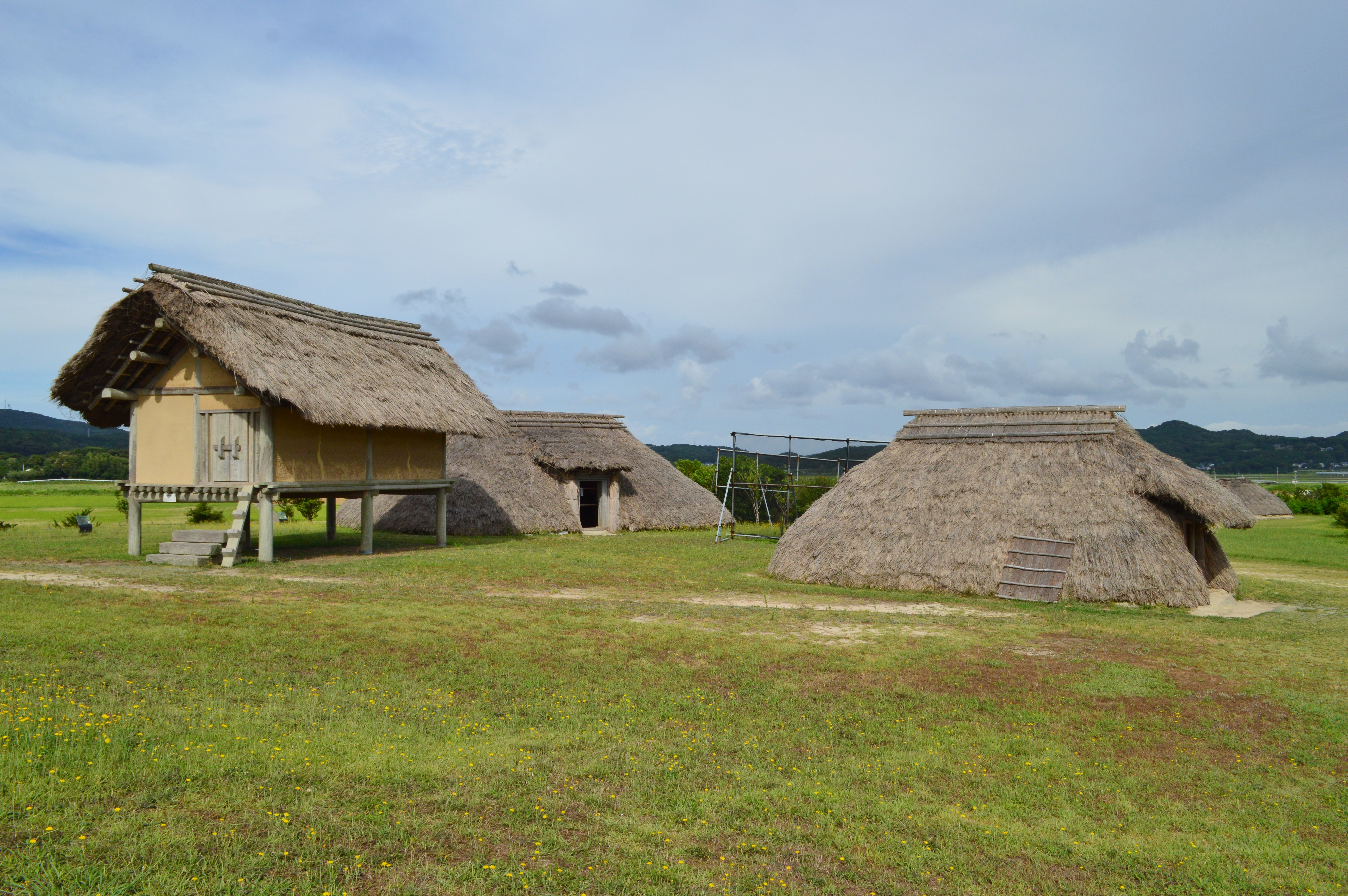
迎賓場
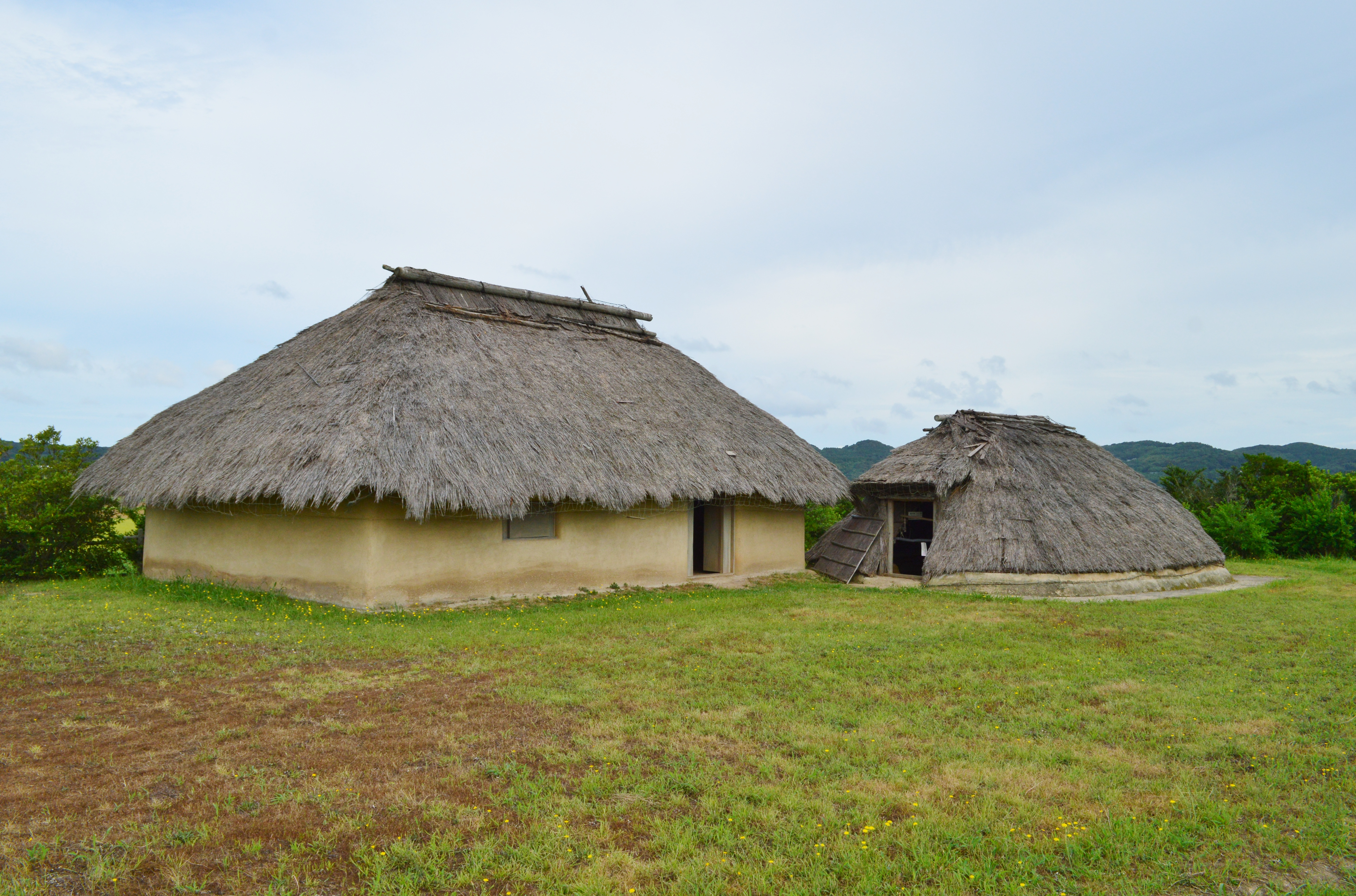
集会所・長老家
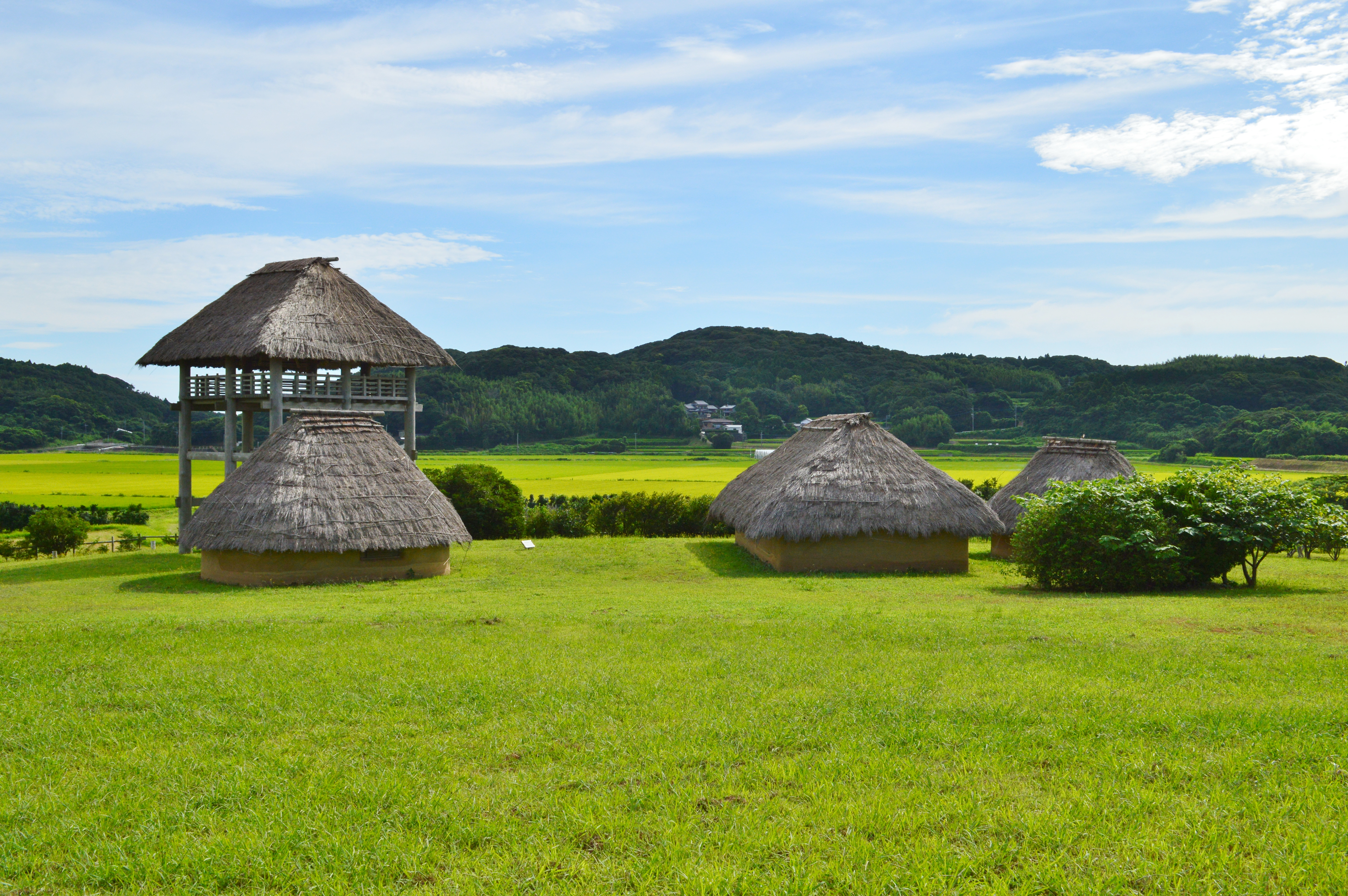
物見櫓和建物群
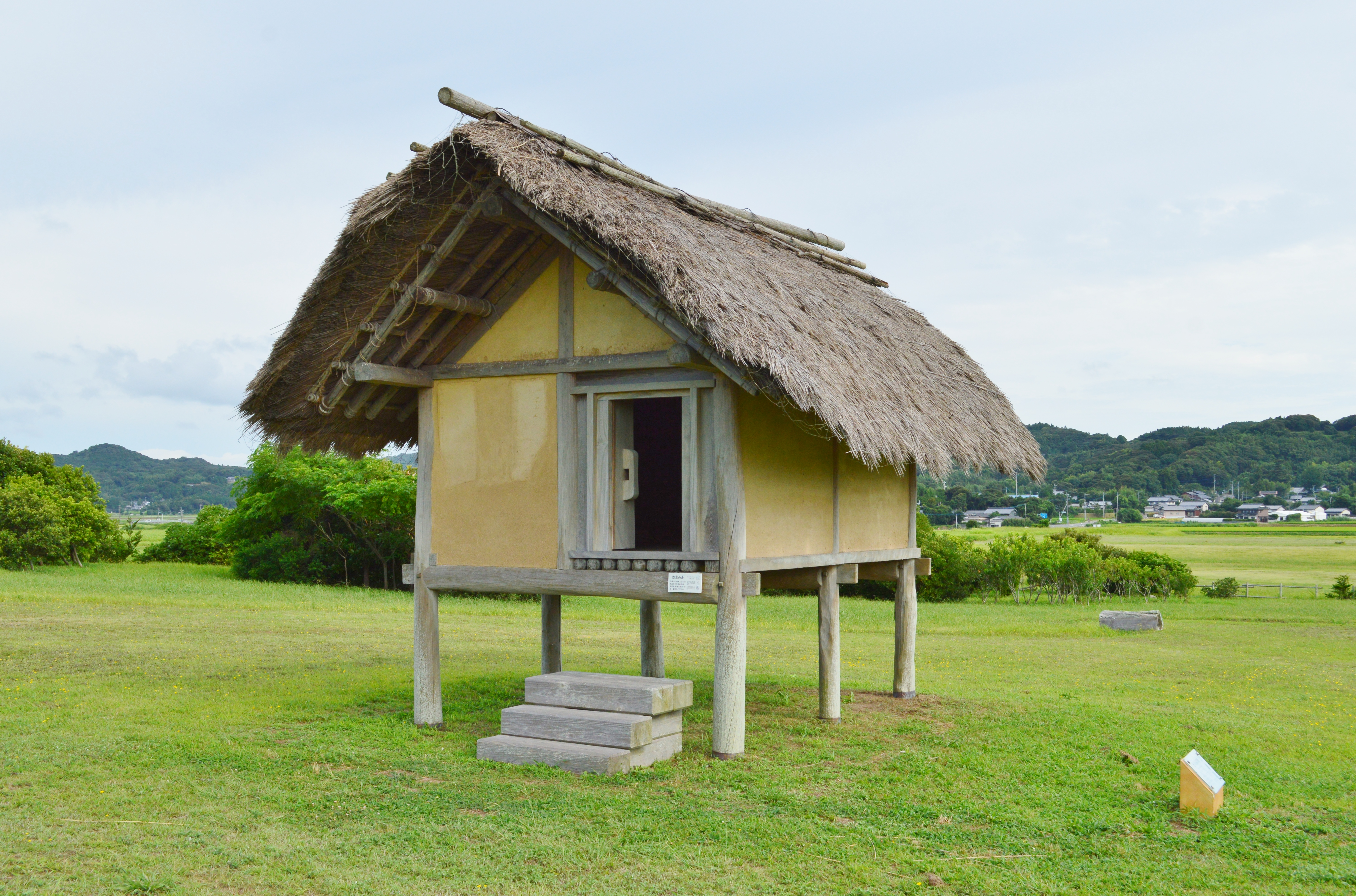
交易倉
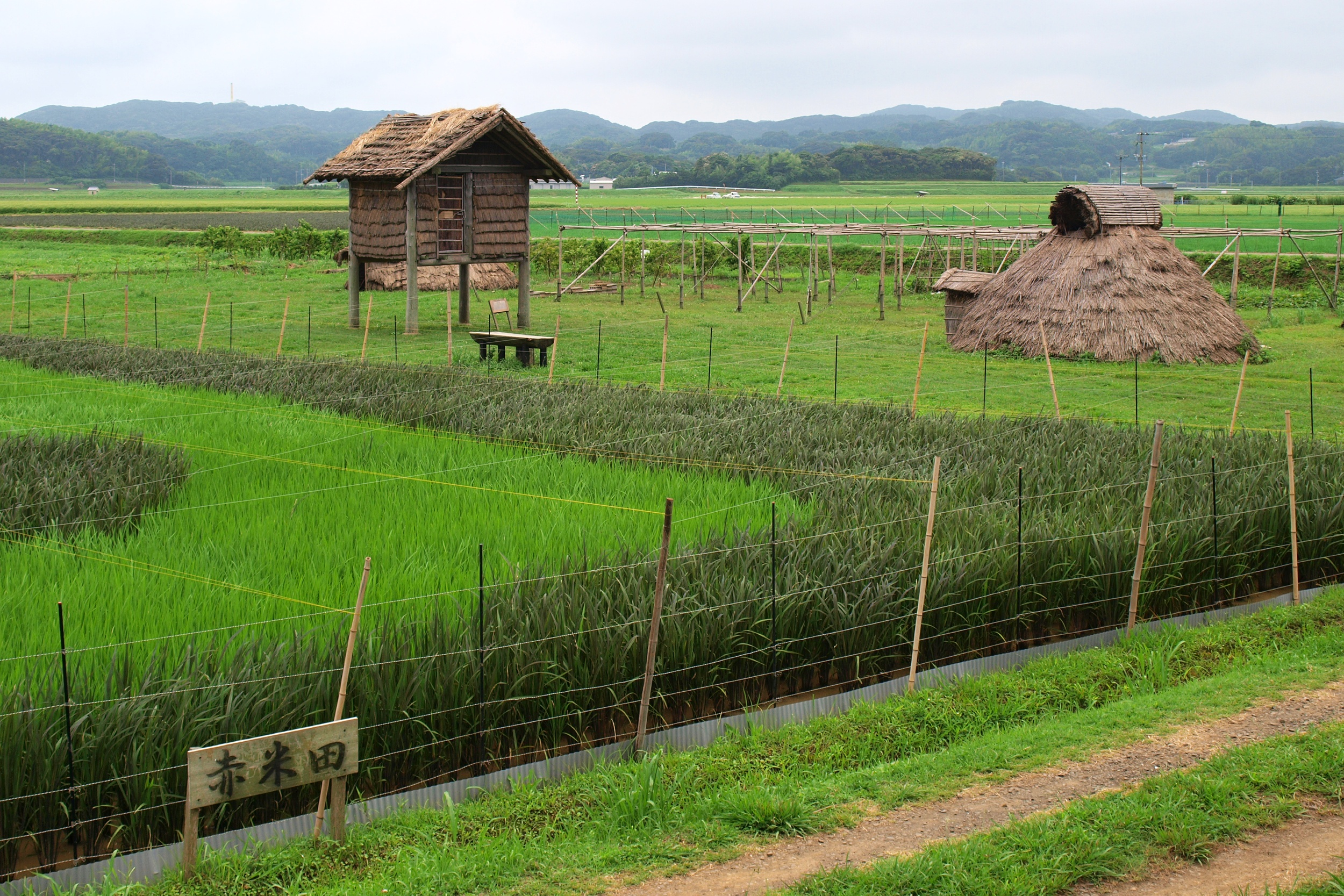
竪穴建物・复原赤米（日语：赤米）田

## 脚注
1. ↑  下田章吾 編著「原の辻遺跡6」『長崎県芦辺町文化財報告書』6 （页面存档备份，存于）、芦辺町教育委員会、1993年。
2. ↑  黒田日出男監修、帝国書院編集部編『図説 日本史通覧』帝国書院、2014年、36ページ
3. ↑  副島和明・山下英明他 「原の辻遺跡」『長崎県文化財調査報告』124 （页面存档备份，存于）、長崎県教育委員会、1995年。

## 外部リンク
- - 原之辻遗迹 （页面存档备份，存于）
  - 国指定文化财等数据库 （页面存档备份，存于）
  - 长崎县埋藏文化财中心 （页面存档备份，存于）
  - 壹岐市立一支国博物馆 （页面存档备份，存于）
  - 全国遗迹报告总览 （页面存档备份，存于）- 奈良文化财产研究所